# Heterogramma contempta
Heterogramma contempta là một loài bướm đêm trong họ Noctuidae.